# На досуге
«На досуге» — рассказ русского писателя Александра Грина, написанный и впервые опубликованный в 1907 году. В 1908 году включён в состав авторского сборника «Шапка-невидимка».

## Сюжет и судьба текста

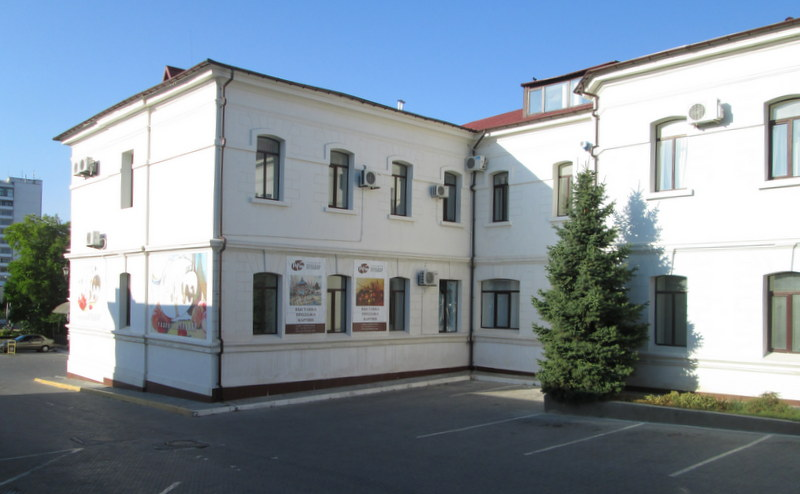
Севастопольская тюрьма

Рассказ «На досуге» Александр Грин написал в связи со своим революционным опытом и воспоминаниями о севастопольской тюрьме, где он сидел в 1903—1905 годах. Действие происходит в одной из российских тюрем, где надзиратель и писарь читают письма заключённых, чтобы развлечься. Авторы писем, возвышенные люди, противопоставляются здесь тюремщикам, которые изображены как пошляки, глумящиеся над светлым чувством. В финале рассказа узник тюрьмы ходит по камере и, глядя в окно, говорит: «Катя, милая, где ты, где? Пиши мне…». Здесь явно имеется в виду Екатерина Бибергаль, которую Грин любил в те годы.
Рассказ был впервые опубликован в 1907 году в газете «Товарищ» (номер от 20 июля). В 1908 году он был включён в состав авторского сборника «Шапка-невидимка». По мнению биографа Грина Алексея Варламова, в этом произведении наиболее ярко раскрывается тема, связанная с политическими заключёнными.